# Juan 1
Juan 1 es el primer capítulo del Evangelio de Juan, en el Nuevo Testamento de la Biblia cristiana. El libro que contiene este capítulo es anónimo, pero la tradición cristiana primitiva señala de manera uniforme que Juan compuso este evangelio.

## Texto
El texto original fue escrito en griego koiné. Este capítulo está dividido en 51 versículos.

### Testigos textuales
Algunos de los primeros manuscritos que contienen el texto de este capítulo son:
- Papiro 75 (escrito c. 175-c. 225).
- Papiro 66 (c. 200; completo).
- Papiro 5 (c. 250; versículos existentes: 23–31, 33–40).
- Papiro 119 (c. 250; versículos existentes: 21–28, 38–44).
- Papiro 106 (siglo III).
- Codex Vaticanus (c. 325-c. 350).
- Codex Sinaiticus (c. 350; completo).
- Papiro 120 (siglo IV; versículos existentes: 25–28, 38–44).
- Codex Bezae (c. 400; versículos existentes: 1-15).
- Codex Washingtonianus (c. 400).
- Codex Alexandrinus (c. 400-c. 440; casi completo).
- Codex Ephraemi Rescriptus (c. 450; versículos existentes: 4–40).
- Codex Borgianus (siglo V; versículos existentes: 24–32 en griego; 16–23 en copto sahídico).
- Papiro 55 (siglo VI-VII; versículos existentes: 31–33, 35–38).
- Papiro 59 (siglo VII; versículos existentes: 26, 28, 48, 51).

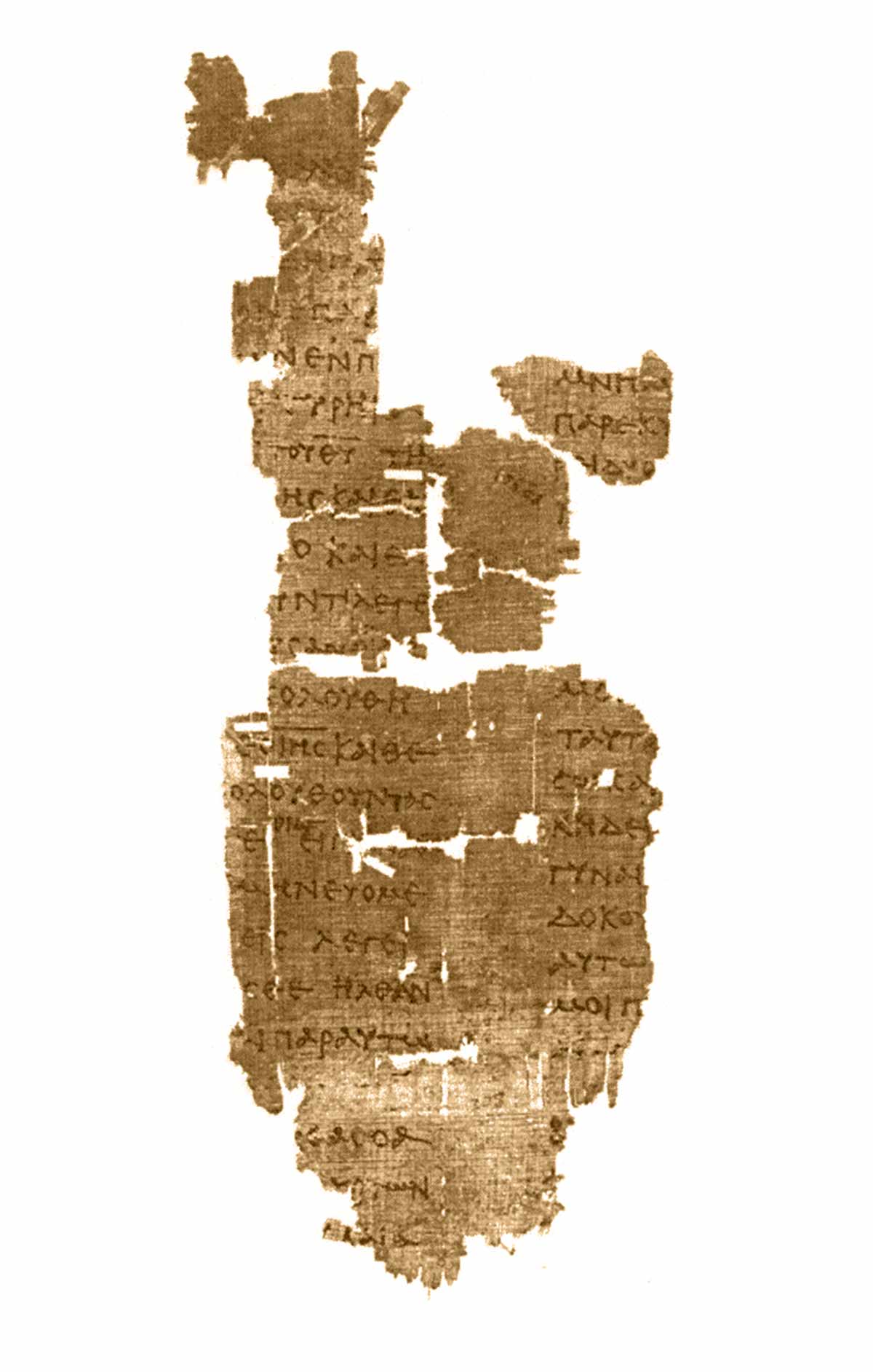
Papiro 5 Juan 1:33-40.
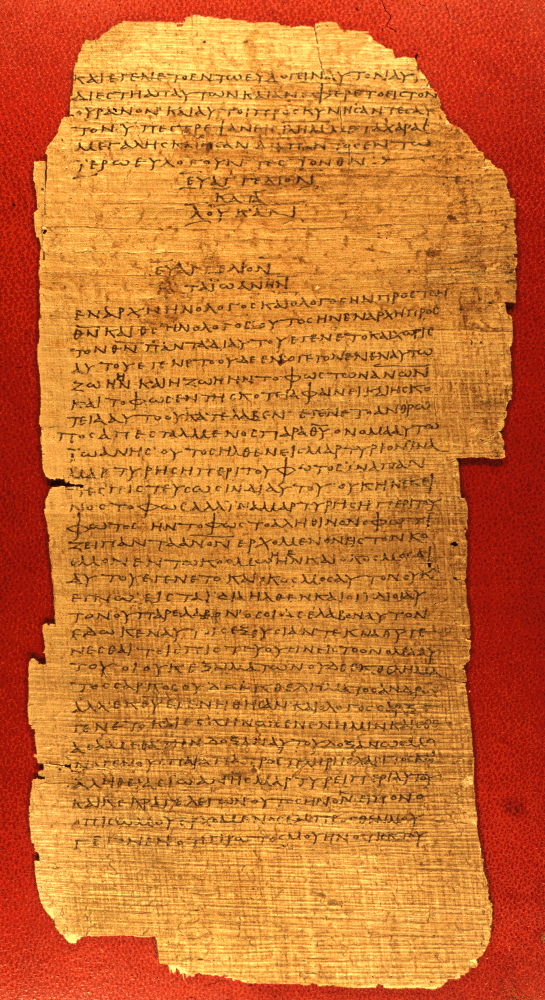
Papiro 75, conteniendo el final del Evangelio de Lucas (Lucas 24:51–53), seguido del inicio del Evangelio de Juan (Juan 1:1–16).
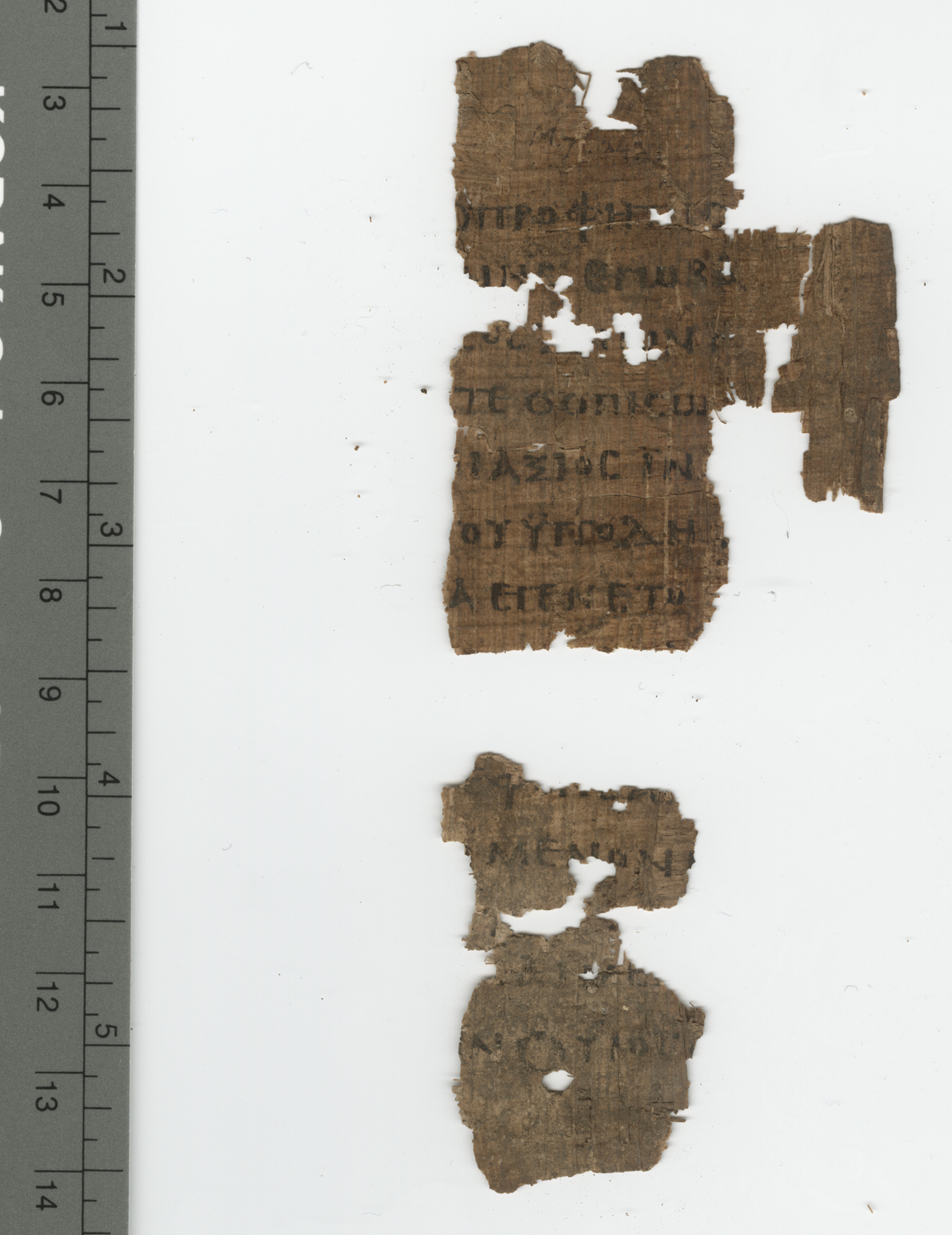
Papiro 120, Juan 1:25–28.
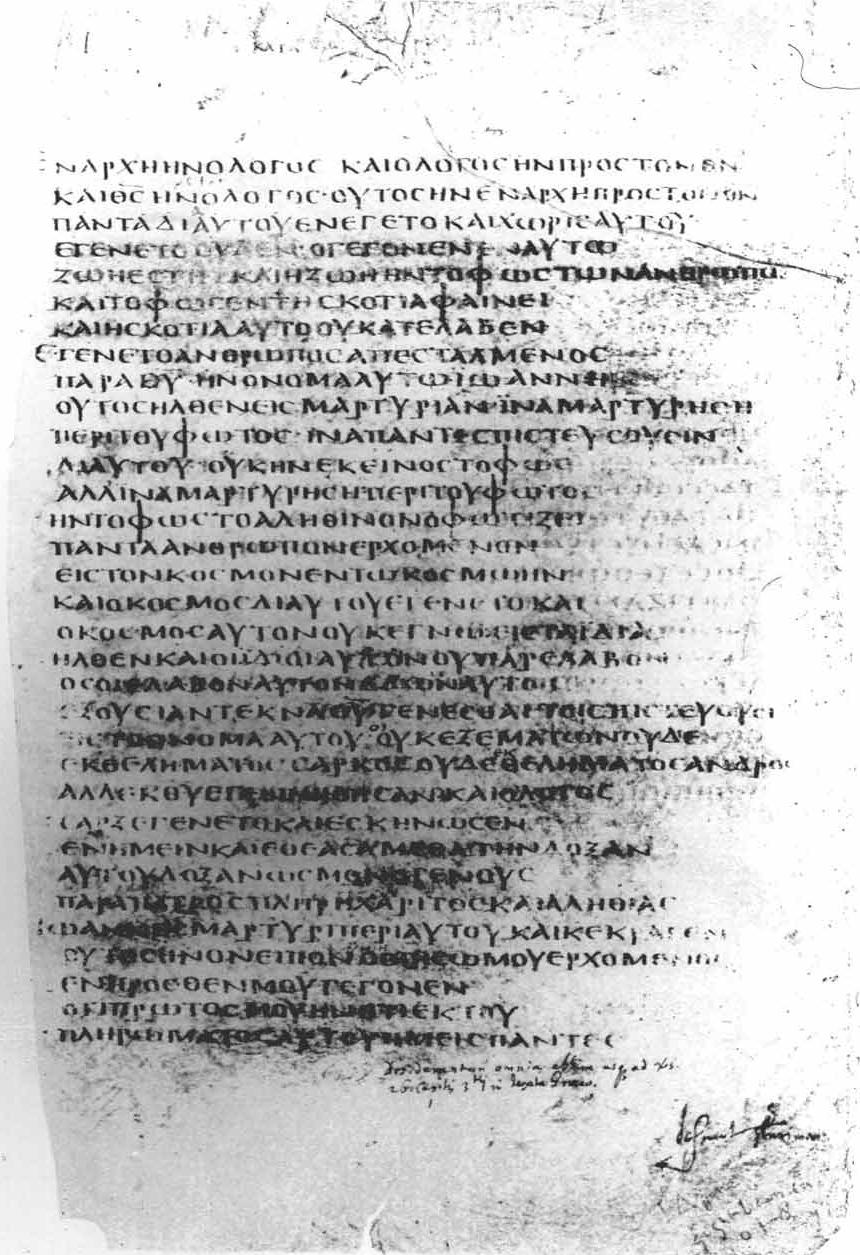
Codex Bezae, Juan 1:1–16.
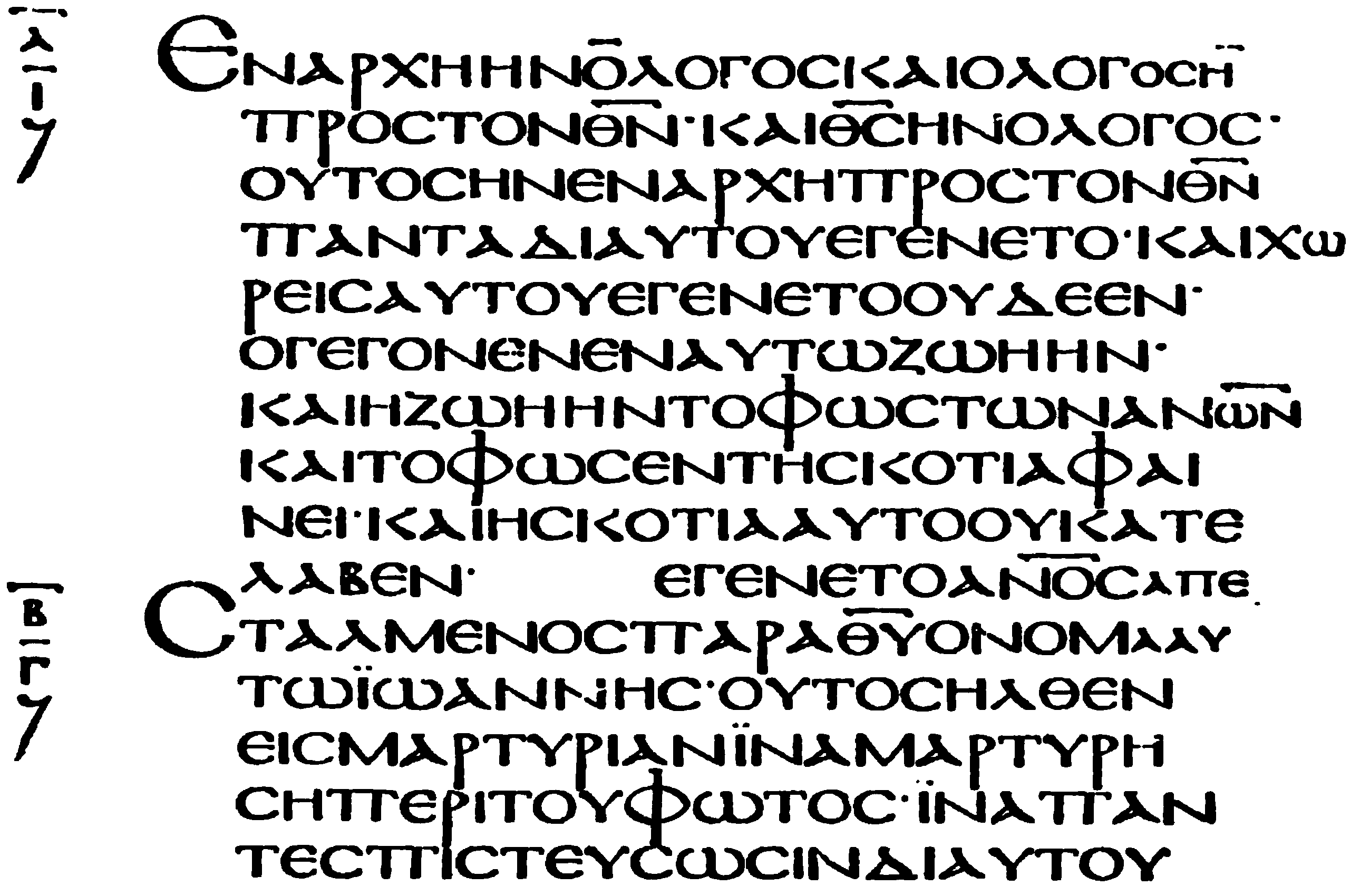
Codex Alexandrinus, Juan 1:1–7.
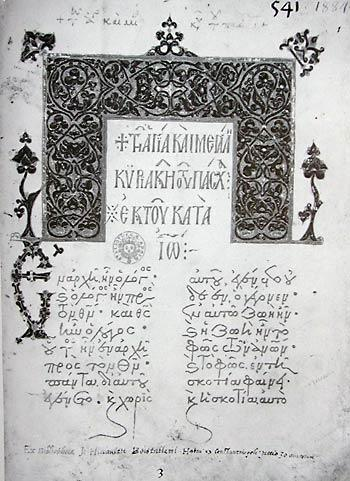
Leccionario 86, folio 1 - anverso (1336). Juan 1:1-5,
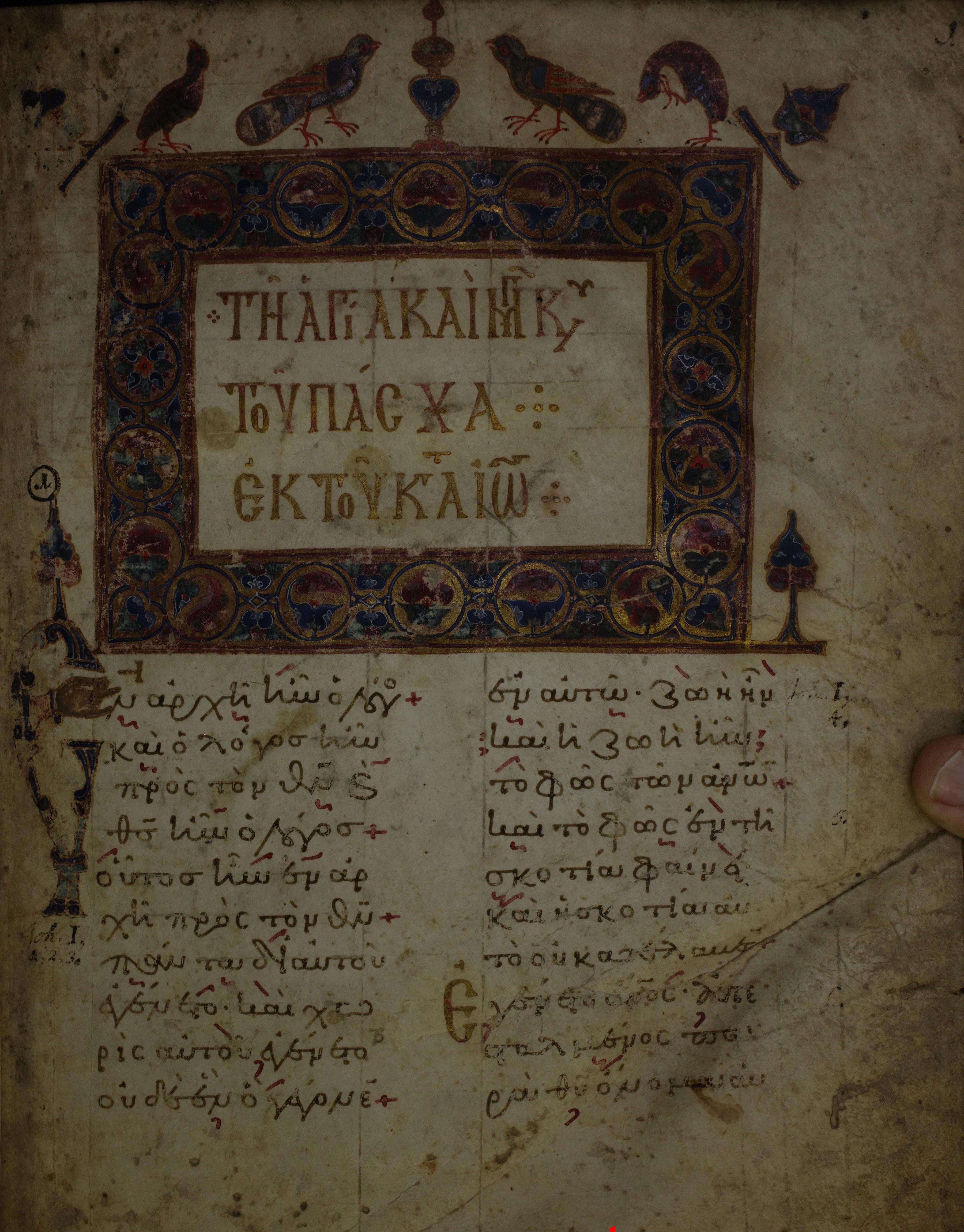
Leccionario 240, folio 1 - anverso. Juan 1:1-6, con tocado decorado.

## Análisis
El primer capítulo del Evangelio de Juan contiene 51 versículos y puede dividirse en tres partes:
- El Prólogo o Himno al Verbo (versículos 1-18).
- El testimonio de Juan el Bautista (versículos 19-34).
- Los primeros discípulos (versículos 35-51).

Las versiones en español que generalmente dividen los capítulos bíblicos en secciones a menudo tienen otras divisiones: hay 7 secciones en la versión Reina-Valera 1960, 5 secciones en la Nueva Versión Internacional y 3 secciones en la Biblia Latinoamericana.

### Himno al Verbo (versículos 1–18)

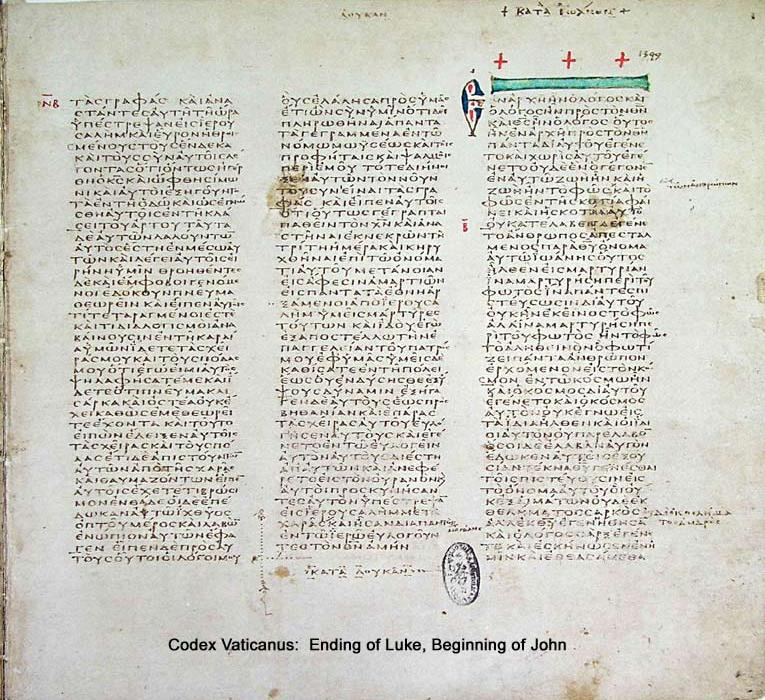
El final del Evangelio de Lucas y el comienzo del Evangelio de Juan en la misma página en el Codex Vaticanus.

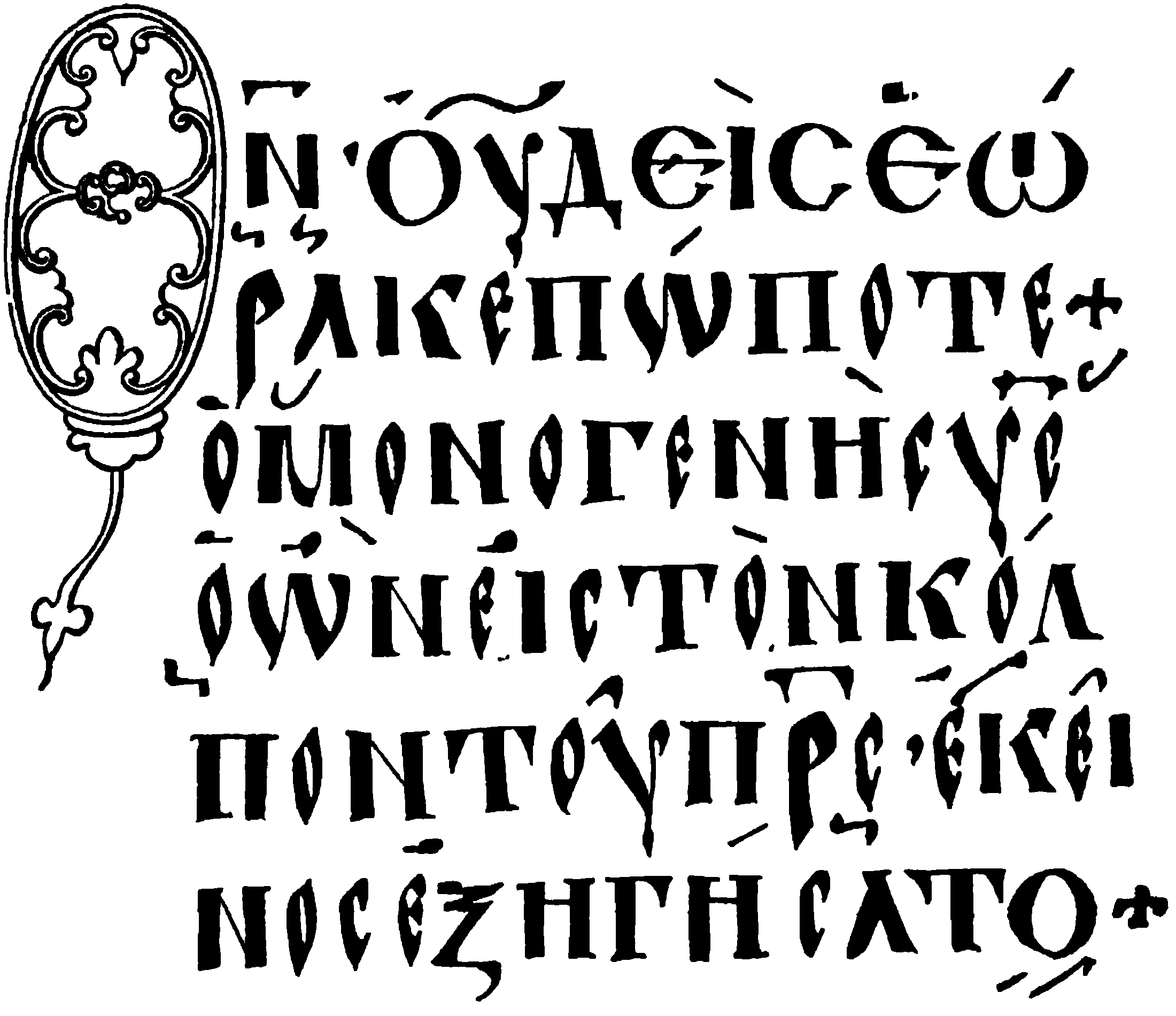
Juan 1:18-20 en Codex Harcleianus (Leccionario 150), 995 d. C.

La primera parte (versículos 1–18), a menudo denominada el Himno al Verbo, es un prólogo del evangelio en su conjunto, afirmando que el Logos es «Dios» («divino», «parecido a un dios» o «un dios» según algunas traducciones).
Se pueden hacer comparaciones entre estos versículos y la narración de Génesis 1, donde la misma frase «En el principio» aparece primero junto con el énfasis en la diferencia entre la oscuridad (como la tierra no tenía forma y estaba vacía, Génesis 1:2) y la luz (la capacidad de ver cosas no entendidas/ocultas por la oscuridad, Juan 1:5).
El fundador metodista John Wesley resumió los versículos iniciales de Juan 1 de la siguiente manera:
- Juan 1:1-2 describe el estado de las cosas antes de la creación.
- Juan 1:3 describe el estado de las cosas en la creación.
- Juan 1:4 describe el estado de cosas en el tiempo de la inocencia del hombre.
- Juan 1:5 describe el estado de cosas en el tiempo de la corrupción del hombre.

Según los escritores del Pulpit Commentary, la frase «la luz de los hombres» (Juan 1:4) «ha sido concebida de manera diferente, según los expositores. Juan Calvino supuso que el ‹entendimiento› era la intención: ‹que la vida de los hombres no era una descripción ordinaria, sino que estaba unida a la luz del entendimiento›, y es aquello por lo que el hombre se diferencia de los animales. Hengstenberg lo considera, como consecuencia de numerosas asociaciones de ‹luz› con ‹salvación› en la Sagrada Escritura, como equivalente a salvación; Christoph Ernst Luthardt con ‹santidad› y muchos con la ‹vida eterna›, lo que introduciría una gran tautología».
Algunas traducciones al español de Juan 1:5 traducen el griego κατελαβεν como «comprensión» (por ejemplo, en La Biblia de las Américas: «Y la luz brilla en las tinieblas, y las tinieblas no la comprendieron»), pero en la mayoría de traducciones se da el significado en términos de una lucha entre la oscuridad y la luz: «La luz en las tinieblas resplandece, y las tinieblas no prevalecieron contra ella» (versión Reina-Valera 1960).
Juan 1:10-11 señala que «En el mundo estaba, y el mundo por medio de él fue hecho; pero el mundo no le conoció. A lo suyo vino, y los suyos no le recibieron», pero los teólogos difieren en su interpretación de estos versículos. Wesley entendió «en el mundo» como «incluso desde la creación», el Pulpit Commentary habla de la «actividad previa a la encarnación» del Verbo y Joseph Benson escribió que «Él estaba en el mundo [...] desde el principio, apareciendo con frecuencia, y dando a conocer a sus siervos, los patriarcas y los profetas, la voluntad divina, en sueños y visiones, y otras formas», mientras que en la opinión de Albert Barnes, «Él estaba en el mundo [...] se refiere, probablemente, no a su preexistencia, sino al hecho de que se encarnó; que vivió entre los seres humanos».

#### Versículo 14
Y aquel Verbo fue hecho carne, y habitó entre nosotros (y vimos su gloria, gloria como del unigénito del Padre), lleno de gracia y de verdad.
La palabra «carne» se enfatiza como un «símbolo de la humanidad», llamando la atención sobre «la entrada del Verbo en el flujo completo de los asuntos humanos».
El resumen de la comparación entre la oscuridad y la luz ocurre en la declaración «Pues la ley por medio de Moisés fue dada, pero la gracia y la verdad vinieron por medio de Jesucristo» (Juan 1:17). Aquí Juan cierra con éxito la brecha para el lector, incluidos los lectores judíos bien versados en la Torá, desde la Ley hasta Aquel que cumpliría la Ley (como el requisito del sacrificio de animales para el perdón de los pecados, Hebreos 9:22), Jesús.

#### Versículo 18
A Dios nadie le vio jamás; el unigénito Hijo, que está en el seno del Padre, él le ha dado a conocer.
El versículo final de este prólogo recuerda el versículo 1: que no hay otra posibilidad de que el ser humano conozca a Dios, sino por medio de Jesucristo.

### Comentarios
Los versículos que abren el evangelio son un himno de alabanza a Jesucristo y establecen los temas principales del texto. Jesús es presentado como el Verbo eterno de Dios, quien revela a través de sus palabras y acciones la verdad sobre Dios y sobre sí mismo. Este prólogo introduce la idea de Jesús como la fuente de vida eterna y la manifestación visible de Dios en la tierra, destacando su rol como la máxima revelación divina, como se menciona en otros pasajes del evangelio. Además, Jesús es descrito como la imagen del Dios invisible, siendo quien permite a los hombres conocer a Dios plenamente.

Por medio de esta revelación, la verdad profunda acerca de Dios y de la salvación del hombre se nos hace patente en Cristo, que es al mismo tiempo el mediador y la plenitud de la revelación completa.

Los versículos introductorios también mencionan a quienes fueron testigos de la vida de Cristo, como Juan el Bautista y los discípulos que creyeron en Él. Además, se refieren a aquellos que lo rechazaron.

Puede ser que haya unos corazones insensatos, todavía incapaces de recibir esa Luz, porque el peso de sus pecados les impide verla; que no piensen, sin embargo, que la Luz no existe porque no la puedan ver: es que ellos mismos, por sus pecados, se han hecho tinieblas. Hermanos míos, es como si un ciego está frente al sol. El sol está presente, pero el ciego está ausente del sol.

El prólogo del evangelio destaca a Jesús como el Verbo eterno, participando en la creación y ofreciendo luz a la humanidad. A pesar del rechazo, concede la gracia de ser hijos de Dios a quienes lo reciben. Jesús es presentado como la máxima revelación de Dios, cumpliendo las profecías del Antiguo Testamento sobre el Emmanuel o Dios con nosotros. Su encarnación es vista como el cumplimiento de las promesas divinas, simbolizando la presencia de Dios entre su pueblo. Este himno resalta su divinidad y el papel central en la salvación y vida eterna. Lo explica san Atanasio de la siguiente manera:

El Hijo de Dios se hizo hombre para que los hijos del hombre, los hijos de Adán, se hicieran hijos de Dios (…). Él es Hijo de Dios por naturaleza; nosotros, por gracia.

El papa Juan Pablo II enseña que:

La unión de Cristo con el hombre es la fuerza y la fuente de la fuerza, según la incisiva expresión de San Juan en el prólogo de su Evangelio: Les dio poder para ser hijos de Dios. Ésta es la fuerza que transforma interiormente al hombre, como principio de una vida nueva que no se desvanece y no pasa, sino que dura hasta la vida eterna.

Mediante la filiación divina que se adquiere con la unión con Cristo a través del Bautismo se puede participar, de forma real y sobrenatural, de la vida de Dios y ser introducidos en la intimidad de la vida trinitaria.
Los conceptos «gracia y verdad» son similares a los de «bondad y fidelidad», atributos que en el Antiguo Testamento se aplican siempre a Dios. Gracia por gracia puede darse a entender como la sustitución de la economía de salvación del Antiguo Testamento por la «nueva economía de gracia» traída por Cristo. También puede interpretarse como una superabundancia de dones concedidos por Jesús: a unas gracias se añaden otras, y todas brotan de la fuente inagotable que es Cristo, cuya plenitud de gracia nunca se acaba.

## Testimonio de Juan el Bautista (versículos 19-34)

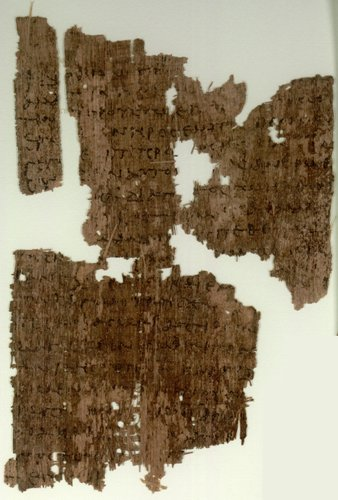
Juan 1:29–35 en el Papiro 106, escrito en el.

La segunda parte (versículos 19–34) muestra la preparación que Juan el Bautista estaba haciendo para la venida del Mesías, la llegada del Mesías y los primeros discípulos del Mesías. Juan el Bautista es presentado en el versículo 6 («un hombre enviado de Dios», Juan 1:6) y su testimonio, ya conocido por el lector, ya ha sido recordado: «Este es de quien yo decía» (Juan 1:15). El texto griego está escrito en tiempo pasado (εἶπον), pero tanto Charles Ellicott como la Cambridge Bible for Schools and Colleges prefieren la traducción en tiempo presente: «Juan da testimonio». Los versículos 19–34 (Juan 1:19-34) presentan el testimonio de Juan y a los levitas enviados por los fariseos para investigar su mensaje y propósito. En respuesta a sus preguntas, Juan confiesa que él no es el Mesías, ni la reaparición del profeta Elías (en contraste con Mateo 11:14, donde Jesús declara que Juan es «aquel Elías que había de venir»), ni «el profeta».
Luego, Juan revela que cuando llegue «el que viene después de mí, el que es antes de mí», no estaría en condiciones de desatar sus sandalias, y mucho menos de bautizarlo. Tan pronto como al día siguiente, el Mesías aparece ante Juan el Bautista, y luego este reconoce a Jesús como el Cordero de Dios (versículo 29, Juan 1:29) de quien había estado hablando (versículo 30, Juan 1:30).
El evangelista divide esta serie de eventos en cuatro «días»: el día (o período) en que la delegación de Jerusalén se reunió con Juan para investigar su identidad y propósito (versículos 19–29, Juan 1:19-29) es seguido por Juan al ver a Jesús venir hacia él «[e]l siguiente día» (versículo 29, Juan 1:29), y «[e]l siguiente día» otra vez dirige a sus propios discípulos a seguir a Jesús (versículos 35–37, Juan 1:35-37). Sigue un cuarto «día» (versículo 43) en el que Jesús quería ir a Galilea e invitó a Felipe a seguirlo. Johann Albrecht Bengel los denominó colectivamente «¡Grandes días!».

### Comentario
Juan, en su testimonio, afirma que Jesús es el Mesías y que su sacrificio redentor libera al mundo del pecado. Este ejemplo del Bautista sirve como un modelo para el testimonio que los cristianos deben dar sobre su fe y experiencia en Cristo.

Todos los cristianos, dondequiera que vivan, están obligados a manifestar con el ejemplo de su vida y el testimonio de su palabra al hombre nuevo del que se revistieron por el bautismo y la fuerza del Espíritu Santo que les ha fortalecido con la confirmación, de tal manera que todos los demás, al contemplar sus buenas obras, glorifiquen al Padre y perciban con mayor plenitud el sentido auténtico de la vida humana y el vínculo universal de comunión entre los hombres.

Juan se refiere a Jesús como el Cordero de Dios, haciendo alusión al sacrificio redentor de Cristo. Isaías había comparado los sufrimientos del Mesías con el sacrificio de un cordero. Asimismo, la sangre del cordero pascual, aplicada en las puertas, salvó a los primogénitos israelitas en Egipto. Después de la muerte y resurrección de Jesús, sus seguidores afirman que Él es el verdadero Cordero Pascual, especialmente al recibir la Comunión en la «cena de las bodas del Cordero». Cuando Juan Bautista dice que Jesús existía antes que él, destaca su divinidad, como si dijese:

Aunque yo he nacido antes que Él, a Él no le limitan los lazos de su nacimiento; porque aun cuando nace de su madre en el tiempo, fue engendrado por el Padre fuera del tiempo.

## Vocación de los primeros discípulos de Jesús (1: 35–51)
A medida que avanza el capítulo, el evangelio describe cómo Jesús llama a sus primeros discípulos, Andrés y a un discípulo sin nombre. El discípulo sin nombre era posiblemente Juan el Evangelista. Andrés encuentra a su hermano Simón (Juan 1:41-42), y Jesús cambia el nombre de Simón a Cefas (Pedro) (Juan 1:42). Cefas, en griego original: Κηφᾶς (Kēphâs), significa «una roca» o «una piedra». Esto proporcionó una analogía poderosa en cuanto al papel que Pedro tendría después de la crucifixión: liderar el desarrollo de la iglesia. Los cambios de nombre ocurren en otros lugares de la Biblia y demuestran la autoridad de Dios, así como lo que esa persona se convertiría, haría o habría hecho, como Abram a Abraham y Jacob a Israel. La primera señal activa de poder de Jesús fue para Natanael, que quedó completamente impresionado por el conocimiento previo de Jesús de su carácter personal.

### Comentario
En el relato del encuentro de Jesús con sus primeros discípulos, se mencionan diversos títulos como Rabbí (Maestro), Mesías (Cristo), Hijo de Dios, Rey de Israel y Hijo del Hombre. Estos títulos reflejan que Jesús es el Mesías prometido en el Antiguo Testamento y reconocido por la Iglesia.

El Apóstol Juan, que vuelca en su Evangelio la experiencia de toda una vida, narra aquella primera conversación con el encanto de lo que nunca se olvida. Maestro, ¿dónde habitas? Díceles Jesús: Venid y lo veréis. Fueron, pues, y vieron donde habitaba, y se quedaron con Él aquel día. Diálogo divino y humano que transformó las vidas de Juan y de Andrés, de Pedro, de Santiago y de tantos otros, que preparó sus corazones para escuchar la palabra imperiosa que Jesús les dirigió junto al mar de Galilea.

El evangelista subraya que algunos discípulos conocen a Jesús a través de la intervención de aquellos que ya son sus seguidores. Esto ilustra el concepto del apostolado cristiano.

Esa frase es expresión de un alma que ardientemente deseaba la venida del Mesías y que exulta y se llena de alegría cuando ve la esperanza convertida en realidad y se apresura a anunciar a sus hermanos tan feliz noticia.

En el pasaje, cuando Jesús dice «Te llamarás Cefas» a Pedro, está otorgando un nuevo nombre, lo cual simboliza autoridad y misión, como en otros relatos bíblicos (Génesis 17,5; 32,29). "Cefas" es la transcripción griega de un término arameo que significa «piedra» o «roca», y se convierte en Pedro. Este nombre indica la función futura de Pedro como vicario de Cristo, que se clarificará más tarde.
La invitación de Jesús «Sígueme» es su forma habitual de llamar a los discípulos. Durante su vida, seguir a Jesús significaba acompañarlo en su ministerio, escuchar sus enseñanzas y vivir como él. Después de su ascensión, seguirle implica vivir conforme a sus principios, como expresa San Pablo: «Ya no vivo yo, sino que Cristo vive en mí.
Las «cosas aún mayores» se refieren a la futura glorificación de Jesús. La referencia al sueño de Jacob, donde ve una escala entre el cielo y la tierra, y al Hijo del Hombre de Daniel, sugiere que la glorificación de Cristo se realizará a través de su En el pasaje, cuando Jesús dice «Te llamarás Cefas» a Pedro, está otorgando un nuevo nombre, lo cual simboliza autoridad y misión, como en otros relatos bíblicos (Génesis 17,5; 32,29). "Cefas" es la transcripción griega de un término arameo que significa "piedra" o "roca," y se convierte en Pedro. Este nombre indica la función futura de Pedro como vicario de Cristo, que se clarificará más tarde.
La invitación de Jesús «Sígueme» es su forma habitual de llamar a los discípulos. Durante su vida, seguir a Jesús significaba acompañarlo en su ministerio, escuchar sus enseñanzas y vivir como él. Después de su ascensión, seguirle implica vivir conforme a sus principios, como expresa San Pablo: «Ya no vivo yo, sino que Cristo vive en mí» (Gálatas 2,20).
Las «cosas aún mayores» se refieren a la futura glorificación de Jesús. La referencia al sueño de Jacob, donde ve una escala entre el cielo y la tierra (Génesis 28,12), y al Hijo del Hombre de Daniel (Daniel 7,13), sugiere que la glorificación de Cristo se realizará a través de su crucifixión. Jesús, con su muerte, se convierte en juez del mundo y el camino de salvación para la humanidad.

## Los títulos de Jesús
Dentro de estos versículos, Jesús recibe los siguientes títulos:
- «Cordero de Dios» (versículos 29 y 35).
- «Hijo de Dios» (versículos 34, 49).
- «Rabí», que significa Maestro (versículos 38, 49).
- El Mesías o el Cristo (versículo 41).
- «Aquel de quien escribió Moisés en la ley» (versículo 45, refiriéndose a Deuteronomio 18:15: «Profeta de en medio de ti, de tus hermanos, como yo, te levantará YHWH tu Dios; a él oiréis»).
- «Jesús, el hijo de José, de Nazaret» (versículo 45).
- «Rey de Israel» (versículo 49).
- «Hijo del Hombre» o «Hijo de la humanidad» (versículo 51).

## «Aquel discípulo a quien Jesús amaba»
La primera aparición del «discípulo a quien Jesús amaba» en este Evangelio es uno de los dos discípulos de Juan el Bautista que se convirtieron en los primeros seguidores de Jesús, pero esto se indica de manera sutil. Bauckham señala la aparición de al menos dos palabras específicas en las narraciones de la primera y la última aparición de este discípulo: «seguir» (griego: ἀκολουθέω, akoloutheó) y «permanecer/quedarse» (griego: μένω, menó). Juan 1:38 señala que «Y volviéndose Jesús, y viendo que le seguían (akolouthountas), les dijo: ¿Qué buscáis?», luego Juan 1:39 narra que ellos «se quedaron (emeinan) con él aquel día». En el último capítulo del Evangelio, la última aparición del «discípulo a quien Jesús amaba» se indica con palabras similares: Juan 21:20 señala que «Volviéndose Pedro, vio que les seguía (akolouthounta) el discípulo a quien amaba Jesús», luego Juan 21:22 dice que «Jesús le dijo: Si quiero que él quede (menein) hasta que yo venga, ¿qué a ti?».
Bauckham describe la colocación de las apariciones del discípulo como «de testimonio de testigos oculares» para privilegiar su testimonio (Juan 21:24) sobre el de Pedro, no para denigrar la autoridad de Pedro, sino para reclamar una calificación distintiva como un «testigo ideal de Cristo», porque él sobrevive a Pedro y mantiene su testimonio después de Pedro. Las apariciones también son cercanas a las de Pedro, ya que la primera (junto con Andrés) ocurrió justo antes de la de Pedro, a quien luego se le dio el nombre de «Cefas» (aludiendo el papel de Pedro después de la partida de Jesús) y la última, justo después del diálogo de Jesús con Pedro, reconociendo la importancia del testimonio de Pedro dentro de «la inclusio petrina», que también se encuentra en los evangelios de Marcos y Lucas (Lucas 8, «Mujeres que sirven a Jesús»).

## Cronología
Los versículos 1:19 a 2:1 contienen un registro cronológico de un testigo ocular:
- Día 1: los judíos enviaron sacerdotes y levitas desde Jerusalén para preguntar a Juan el Bautista (Juan 1:19-28).
- Día 2 («[e]l día siguiente»): Juan vio que Jesús venía hacia él y dijo: «He aquí el Cordero de Dios, que quita el pecado del mundo» (Juan 1:29-34).
- Día 3 («[e]l día siguiente»): Juan estaba con dos de sus discípulos, y mirando a Jesús mientras caminaba, dijo: «He aquí el Cordero de Dios». Los dos discípulos lo escucharon hablar y siguieron a Jesús. Uno de ellos es mencionado por su nombre como «Andrés, hermano de Simón Pedro»; el otro no nombrado es el testigo ocular, que es Juan el Evangelista (Juan 1:35-40).
- Día 4 (un día después de que Andrés y Juan se quedaran con Jesús por el resto del día 3): Andrés llevó a Simón Pedro a Jesús (Juan 1:41-42).
- Día 5 («[e]l día siguiente»; día 1 del viaje a Caná): Felipe y Natanael siguieron a Jesús (Juan 1:43-51).
- Día 6 (día 2 del viaje a Caná): viaje a Galilea (Juan 1:43).
- Día 7 («[a]l tercer día»): La boda en Caná de Galilea (Juan 2:1).

## Uso litúrgico
Los primeros catorce versículos del capítulo se usaban como «Último Evangelio» recitado en la misa tridentina después de la despedida final y la benedición del sacerdote. Se llamaba «último» para distinguirlo de la normal proclamación del Evangelio, que ocurre mucho antes, en la Liturgia de la Palabra.
Después de recitar la fórmula de despedida Ite missa est, el sacerdote lee el Último Evangelio en latín de la tarjeta del altar a su izquierda. Al comienzo del versículo 14, Et Verbum caro factum est («Y el Verbo se hizo carne»), realiza una genuflexión. Cualquier congregación presente, que permanezca de pie para la lectura, se arrodillará en este punto, respondiendo con Deo gratias («Gracias a Dios») en su conclusión.
Este ritual comenzó como una devoción privada por el sacerdote después de la misa. No es parte de la misa de Pablo VI de 1969 (conocida como la «forma ordinaria» ampliamente utilizada hoy) que se introdujo después del Concilio Vaticano II.